# Eleições legislativas portuguesas de 1911
As eleições legislativas portuguesas de 1911 foram realizadas no dia 28 de maio, sendo eleitos os 234 deputados da Assembleia Nacional Constituinte. Os deputados foram eleitos em círculos com listas plurinominais e uninominais. Foram as primeiras eleições gerais após a proclamação da República.
Na realidade, apenas foram efetivamente realizadas eleições nos círculos de Lisboa, únicos locais em que se apresentou um candidato em oposição ao Partido Republicano Português. Em todos os outros círculos, o candidato republicano foi automaticamente nomeado deputado  por decreto, à margem de qualquer sufrágio.
Os trabalhos de elaboração da Constituição tiveram início em 15 de junho de 1911 e terminaram em 25 de agosto de 1911. Os deputados da Assembleia Nacional Constituinte foram, após o término dos trabalhos, divididos entre a Câmara dos Deputados e o Senado, mantendo-se em funções até 29 de maio de 1915.

## Voto feminino
Nestas eleições verificou-se um único voto feminino, de Carolina Beatriz Ângelo, aproveitando-se de uma lacuna na letra da lei, leis subsequentes vindo a excluir explicitamente o voto feminino até, ainda com limitações, 1933.

## Resultados Nacionais
| Partido                 | Partido                           | Votos   | %     | Deputados |
| ----------------------- | --------------------------------- | ------- | ----- | --------- |
|                         | Partido Republicano Português (a) | 210 000 | 84,0  | 229 / 234 |
|                         | Independentes                     | 32 000  | 16,0  | 3 / 234   |
|                         | Partido Socialista Português      | 8000    | 16,0  | 2 / 234   |
| Votos Inválidos         |                                   |         |       |           |
| Total                   | Total                             | 250 000 | 100   | 234       |
| Eleitorado/Participação | Eleitorado/Participação           | 846 801 | 57,4  |           |
| Fonte                   | Fonte                             | [ 3 ]   | [ 3 ] | [ 3 ]     |

(a) Em Fevereiro de 1912, o Partido Republicano dividiu-se em três partidos: Partido Democrático, Partido Republicano Evolucionista e Partido da União Republicana.